# Premiul Societății Naționale a Criticilor de Film pentru cel mai bun film
Premiul Societății Naționale a Criticilor de Film pentru cel mai bun film (în engleză National Society of Film Critics Award for Best Picture) este un premiu anual acordat de Societatea Națională a Criticilor de Film (National Society of Film Critics) pentru a onora cel mai bun film al anului.

## Istorie
În ultimii 40 de ani, Societatea Națională a Criticilor de Film a ales doar de 8 ori același film care a câștigat și Premiul Oscar pentru cel mai bun film și anume: Annie Hall (1977), Necruțătorul (1992), Lista lui Schindler (1993), O fată de milioane (2004), Misiuni periculoase (2009), Spotlight (2015), În lumina lunii (2016) și, cel mai recent, Parazit (2019).

## Legenda
- ≠  - film care a câștigat Premiul Oscar pentru cel mai bun film
- ≈  - film care a fost nominalizat la Premiul Oscar pentru cel mai bun film
- ±  - film care nu a câștigat / nu a fost nominalizat la Premiul Oscar pentru cel mai bun film, dar care a câștigat premii pentru alte categorii

## Lista filmelor premiate

### Anii 1960
| An   | Câștigător        | Regizor(i)             |
| ---- | ----------------- | ---------------------- |
| 1966 | Blow-Up±          | Michelangelo Antonioni |
| 1967 | Persona           | Ingmar Bergman         |
| 1968 | Rușinea (Skammen) | Ingmar Bergman         |
| 1969 | Z≈                | Costa-Gavras           |

### Anii 1970
| An   | Câștigător                                       | Regizor(i)        |
| ---- | ------------------------------------------------ | ----------------- |
| 1970 | M*A*S*H≈                                         | Robert Altman     |
| 1971 | Le genou de Claire                               | Éric Rohmer       |
| 1972 | Farmecul discret al burgheziei±                  | Luis Buñuel       |
| 1973 | Noaptea americană±                               | François Truffaut |
| 1974 | Scene dintr-o căsnicie (Scener ur ett äktenskap) | Ingmar Bergman    |
| 1975 | Nashville≈                                       | Robert Altman     |
| 1976 | Toți oamenii președintelui≈                      | Alan J. Pakula    |
| 1977 | Annie Hall≠                                      | Woody Allen       |
| 1978 | Pregătiți-vă batistele!±                         | Bertrand Blier    |
| 1979 | Luând distanță≈                                  | Peter Yates       |

### Anii 1980
| An   | Câștigător                      | Regizor(i)                        |
| ---- | ------------------------------- | --------------------------------- |
| 1980 | Melvin și Howard±               | Jonathan Demme                    |
| 1981 | Atlantic City≈                  | Louis Malle                       |
| 1982 | Tootsie≈                        | Sydney Pollack                    |
| 1983 | Noaptea Sf. Lorenzo             | Paolo Taviani și Vittorio Taviani |
| 1984 | Mai străin decât paradisul      | Jim Jarmusch                      |
| 1985 | Haos±                           | Akira Kurosawa                    |
| 1986 | Catifeaua albastră±             | David Lynch                       |
| 1987 | The Dead±                       | John Huston                       |
| 1988 | Imposibila ușurătate a ființei± | Philip Kaufman                    |
| 1989 | Rebelul                         | Gus Van Sant                      |

### Anii 1990
| An   | Câștigător                            | Regizor(i)        |
| ---- | ------------------------------------- | ----------------- |
| 1990 | Băieți buni≈                          | Martin Scorsese   |
| 1991 | Viața e plăcută                       | Mike Leigh        |
| 1992 | Necruțătorul≠                         | Clint Eastwood    |
| 1993 | Lista lui Schindler≠                  | Steven Spielberg  |
| 1994 | Pulp Fiction≈                         | Quentin Tarantino |
| 1995 | Babe - Cel mai curajos porc din lume≈ | Chris Noonan      |
| 1996 | Abisul sufletului±                    | Lars von Trier    |
| 1997 | L.A. Confidential≈                    | Curtis Hanson     |
| 1998 | Pasiune periculoasă±                  | Steven Soderbergh |
| 1999 | În pielea lui John Malkovich±         | Spike Jonze       |
| 1999 | Cu susul în jos±                      | Mike Leigh        |

### Anii 2000
| An   | Câștigător                                   | Regizor(i)                              |
| ---- | -------------------------------------------- | --------------------------------------- |
| 2000 | Yi yi                                        | Edward Yang                             |
| 2001 | Calea misterelor±                            | David Lynch                             |
| 2002 | Pianistul≈                                   | Roman Polanski                          |
| 2003 | Splendoare americană±                        | Shari Springer Berman și Robert Pulcini |
| 2004 | O fată de milioane≠                          | Clint Eastwood                          |
| 2005 | Capote≈                                      | Bennett Miller                          |
| 2006 | Labirintul lui Pan (El laberinto del fauno)± | Guillermo del Toro                      |
| 2007 | Va curge sânge≈                              | Paul Thomas Anderson                    |
| 2008 | Vals cu Bashir (Vals im Bashir)±             | Ari Folman                              |
| 2009 | Misiuni periculoase≠                         | Kathryn Bigelow                         |

### Anii 2010
| An   | Câștigător              | Regizor(i)              |
| ---- | ----------------------- | ----------------------- |
| 2010 | Rețeaua de socializare≈ | David Fincher           |
| 2011 | Melancholia             | Lars von Trier          |
| 2012 | Iubire (Amour)≈         | Michael Haneke          |
| 2013 | Inside Llewyn Davis±    | Joel Coen și Ethan Coen |
| 2014 | Adieu au langage        | Jean-Luc Godard         |
| 2015 | Spotlight≠              | Tom McCarthy            |
| 2016 | În lumina lunii≠        | Barry Jenkins           |
| 2017 | Lady Bird≈              | Greta Gerwig            |
| 2018 | Călărețul               | Chloé Zhao              |
| 2019 | Parazit (Gisaengchung)≠ | Bong Joon-ho            |

## Câștigători multipli
- Ingmar Bergman-3
- Robert Altman-2
- Clint Eastwood-2
- Mike Leigh-2 (unul împărțit cu Spike Jonze)
- David Lynch-2
- Lars von Trier-2